# Фахрудін Юсуфі
Фахрудін Юсуфі (сербохорв. Fahrudin Jusufi; 8 грудня 1939, Драгаш — 9 серпня 2019) — югославський футболіст горанського походження, чемпіон Олімпійських ігор в Римі і срібний призер чемпіонату Європи 1960 року.

## Кар'єра гравця

### Клубна
Вихованець футбольної школи белградського «Партизана», у складі «гробарів» дебютував в 1957 році, виступаючи на позиції захисника. У складі цього клубу чотири рази ставав чемпіоном Югославії, з командою дійшов до фіналу Кубка європейських чемпіонів 1965/66, в якому югославський клуб у впертій боротьбі поступився «Реалу».
У 1966 році комуністичний уряд Югославії дозволив Фахрудіну відправитися виступати в Західну Німеччину, і він підписав контракт з франкфуртським «Айнтрахтом». За 4 роки виступів він провів 111 матчів в рамках національного чемпіонату ФРН, але забив лише два голи. Юсуфі став одним з перших захисників, який підключався до атак команди. З 1970 по 1972 роки він виступав разом зі своїм співвітчизником Звезданом Чебинацем в команді Третьої ліги «Германія» з Вісбадена, перш ніж завершити свою ігрову кар'єру в 1972 році в австрійській команді «Дорнбірн».

### У збірній
У складі збірної Югославії Фахрудін Юсуфі дебютував у віці 20 років і виступав на Олімпійських іграх в Римі, першому чемпіонаті Європи у Франції та першості світу в Чилі. На Олімпіаді в італійській столиці Юсуфі став олімпійським чемпіоном разом з іншими учасниками, а на першості Європи став срібним призером. Всього ж він провів 55 матчів за збірну Югославії.

## Кар'єра тренера
З квітня 1980 по травень 1981 року Юсуфі був головним тренером «Шальке 04», потім провів три роки як наставник команди «Ваттеншайд 09» і один сезон у клубі «Мюнхен 1860». Останнім місцем роботи Юсуфі була робота тренером белградського «Партизана». У 1989 році він тренував «Челіка».

## Титули та досягнення

### Як гравця
- Чемпіон Югославії: 1960-61, 1961-62, 1962-63, 1964-65
- Володар Кубка Інтертото: 1966–67
- Олімпійський чемпіон: 1960
- Віце-чемпіон Європи: 1960

## Особисте життя
Є син Саша, який також був професійним футболістом і виступав у Німеччині.

## Цікаві факти
- Юсуфі не любив говорити про політику: в 1991 році він заявив, що югославські проблеми його не стосуються, оскільки він горанець за національністю і не може бути об'єктом переслідування на національному чи релігійному ґрунті[3].
- Свого часу Юсуфі виступав у німецькому суді свідком на захист кримінального авторитета Любомира Магаша і навіть нібито готував для нього алібі[4].